# Église Saint-Vigor de Soliers
L'église Saint-Vigor est une église catholique du XIIIe siècle, située à Soliers, en France.

## Localisation
L'église est située dans le département français du Calvados, dans le bourg de Soliers.

## Historique
L'édifice est inscrit au titre des monuments historiques depuis le 16 mai 1927.
L'église est dédiée à Vigor de Bayeux, évêque de Bayeux de 513 à sa mort en 537.